# Alfred County Railway
| NGG16A 155 mit Güterzug in Nqabeni (1991) |                     |                        |                        |
| |                     |                        |                        |
| Streckenlänge: | 122 km              |                        |                        |
| Spurweite: | 610 mm (2-Fuß-Spur) |                        |                        |
| Maximale Neigung: | 39 ‰                |                        |                        |
| |                     |                        |                        |
| \| \| 0,0 \| Depot Port Shepstone \| Depot Port Shepstone \| \| \| 1,0 \| Banana Express Station \| Banana Express Station \| \| \| \| Mbango River \| \| \| \| \| Mboyboyi River \| \| \| \| \| Izotsha River \| \| \| \| \| Oslo Beach \| \| \| \| \| Beach Terminus \| \| \| \| 13,0 \| Izotsha \| Izotsha \| \| \| \| Mangqula \| \| \| \| \| Bomela \| \| \| \| \| Renken \| \| \| \| \| Success \| \| \| \| \| Plains \| \| \| \| 39,0 \| Paddock 514 m \| Paddock 514 m \| \| \| \| Kulwana \| \| \| \| \| Mbeni \| \| \| \| \| Otterburn \| \| \| \| \| Cenam \| \| \| \| 58,0 \| Izingolweni 581 m \| Izingolweni 581 m \| \| \| \| Ridge \| \| \| \| \| Booker \| \| \| \| 75,0 \| Nqabeni (Antioch) \| Nqabeni (Antioch) \| \| \| \| Gindrah \| \| \| \| \| Celebeni \| \| \| \| \| Hughenden \| \| \| \| \| Bongwana \| \| \| \| \| Nkondwana River \| \| \| \| \| Fingal \| \| \| \| \| Shores \| \| \| \| \| Hluku \| \| \| \| \| Egwapa \| \| \| \| \| Wetherby \| \| \| \| 122,0 \| Harding 879 m \| Harding 879 m \| |                     |                        |                        |
| Betriebs-/Güterbahnhof Streckenanfang (Strecke außer Betrieb) | 0,0                 | Depot Port Shepstone   | Depot Port Shepstone   |
| Bahnhof (Strecke außer Betrieb) | 1,0                 | Banana Express Station | Banana Express Station |
| Brücke über Wasserlauf (Strecke außer Betrieb) |                     | Mbango River           | Mbango River           |
| Brücke über Wasserlauf (Strecke außer Betrieb) |                     | Mboyboyi River         | Mboyboyi River         |
| Brücke über Wasserlauf (Strecke außer Betrieb) |                     | Izotsha River          | Izotsha River          |
| Haltepunkt / Haltestelle (Strecke außer Betrieb) |                     | Oslo Beach             | Oslo Beach             |
| Haltepunkt / Haltestelle (Strecke außer Betrieb) |                     | Beach Terminus         | Beach Terminus         |
| Bahnhof (Strecke außer Betrieb) | 13,0                | Izotsha                | Izotsha                |
| Haltepunkt / Haltestelle (Strecke außer Betrieb) |                     | Mangqula               | Mangqula               |
| Haltepunkt / Haltestelle (Strecke außer Betrieb) |                     | Bomela                 | Bomela                 |
| Bahnhof (Strecke außer Betrieb) |                     | Renken                 | Renken                 |
| Haltepunkt / Haltestelle (Strecke außer Betrieb) |                     | Success                | Success                |
| Haltepunkt / Haltestelle (Strecke außer Betrieb) |                     | Plains                 | Plains                 |
| Bahnhof (Strecke außer Betrieb) | 39,0                | Paddock 514 m          | Paddock 514 m          |
| Bahnhof (Strecke außer Betrieb) |                     | Kulwana                | Kulwana                |
| Haltepunkt / Haltestelle (Strecke außer Betrieb) |                     | Mbeni                  | Mbeni                  |
| Haltepunkt / Haltestelle (Strecke außer Betrieb) |                     | Otterburn              | Otterburn              |
| Haltepunkt / Haltestelle (Strecke außer Betrieb) |                     | Cenam                  | Cenam                  |
| Bahnhof (Strecke außer Betrieb) | 58,0                | Izingolweni 581 m      | Izingolweni 581 m      |
| Haltepunkt / Haltestelle (Strecke außer Betrieb) |                     | Ridge                  | Ridge                  |
| Haltepunkt / Haltestelle (Strecke außer Betrieb) |                     | Booker                 | Booker                 |
| Bahnhof (Strecke außer Betrieb) | 75,0                | Nqabeni (Antioch)      | Nqabeni (Antioch)      |
| Haltepunkt / Haltestelle (Strecke außer Betrieb) |                     | Gindrah                | Gindrah                |
| Haltepunkt / Haltestelle (Strecke außer Betrieb) |                     | Celebeni               | Celebeni               |
| Haltepunkt / Haltestelle (Strecke außer Betrieb) |                     | Hughenden              | Hughenden              |
| Bahnhof (Strecke außer Betrieb) |                     | Bongwana               | Bongwana               |
| Brücke über Wasserlauf (Strecke außer Betrieb) |                     | Nkondwana River        | Nkondwana River        |
| Haltepunkt / Haltestelle (Strecke außer Betrieb) |                     | Fingal                 | Fingal                 |
| Haltepunkt / Haltestelle (Strecke außer Betrieb) |                     | Shores                 | Shores                 |
| Haltepunkt / Haltestelle (Strecke außer Betrieb) |                     | Hluku                  | Hluku                  |
| Haltepunkt / Haltestelle (Strecke außer Betrieb) |                     | Egwapa                 | Egwapa                 |
| Haltepunkt / Haltestelle (Strecke außer Betrieb) |                     | Wetherby               | Wetherby               |
| Kopfbahnhof Streckenende (Strecke außer Betrieb) | 122,0               | Harding 879 m          | Harding 879 m          |

Die Alfred County Railway war eine schmalspurige eingleisige Bahnstrecke in Südafrika mit Gebirgsbahncharakter. Auf einer Länge von 122 km verband sie die Küstenstadt Port Shepstone mit Harding in den Bergen KwaZulu-Natals. Die Spurweite betrug 610 mm. Der Betrieb endete 2006.

## Geschichte

### Vorgeschichte
Das Land zwischen den Flüssen Umzimkulu und Umtamvuna galt ursprünglich als Niemandsland, umschlossen von den Gebieten der Zulu und der Xhosa. Nach der Annexion durch die Regierung von Natal 1866 erhielt dieser Landstrich die Bezeichnung Alfred County, benannt nach Prinz Alfred, dem jüngeren Sohn der britischen Königin Victoria.
Die an der Küste verlaufende kapspurige Bahnstrecke aus Durban erreichte North Shepstone am Nordufer des Umzimkulu 1901. Der Streckenendpunkt Port Shepstone wurde nach Bau einer Flussbrücke 1907 eröffnet.

### Planung und Bau
Um das Landesinnere, das bis dato über schlechte Pfade nur zu Fuß oder per Fuhrwerk zu erreichen war, wirtschaftlich zu erschließen, war der Bau einer Bahnstrecke in die Berge zwingend erforderlich.
Die Grundlage für den Bau dieser Bahnstrecke nach Harding schaffte die Verabschiedung des Gesetzes ‚Alfred County Railway Extension Act No. 6’ von 1909.
Aufgrund der schroffen bergigen Landschaft wurde eine Schmalspurbahn mit der Spurweite 610 mm favorisiert. Die Baukosten einer solchen Bahn fielen gegenüber der Kapspur deutlich niedriger aus, weil sie sich enger um tiefe Täler und steile Berge winden konnte. Die Natal Government Railways begann schließlich mit den Bauarbeiten für Strecke und Infrastruktur. Die Schmalspurgleise wurden für 6,5 km an der Küste entlang verlegt. Dann erfolgte der stetige Aufstieg in die Berge.

### Betrieb
Die Alfred County Railway wurde 1911 mit dem ersten 39 km langen Streckenteil von Port Shepstone bis nahe der Farm ‚The Paddock’ bei Murchison Flats eröffnet. 1915 erreichte die Bahn Izingolweni und schon 1917 ging die Gesamtstrecke mit 122 km bis Harding in Betrieb.

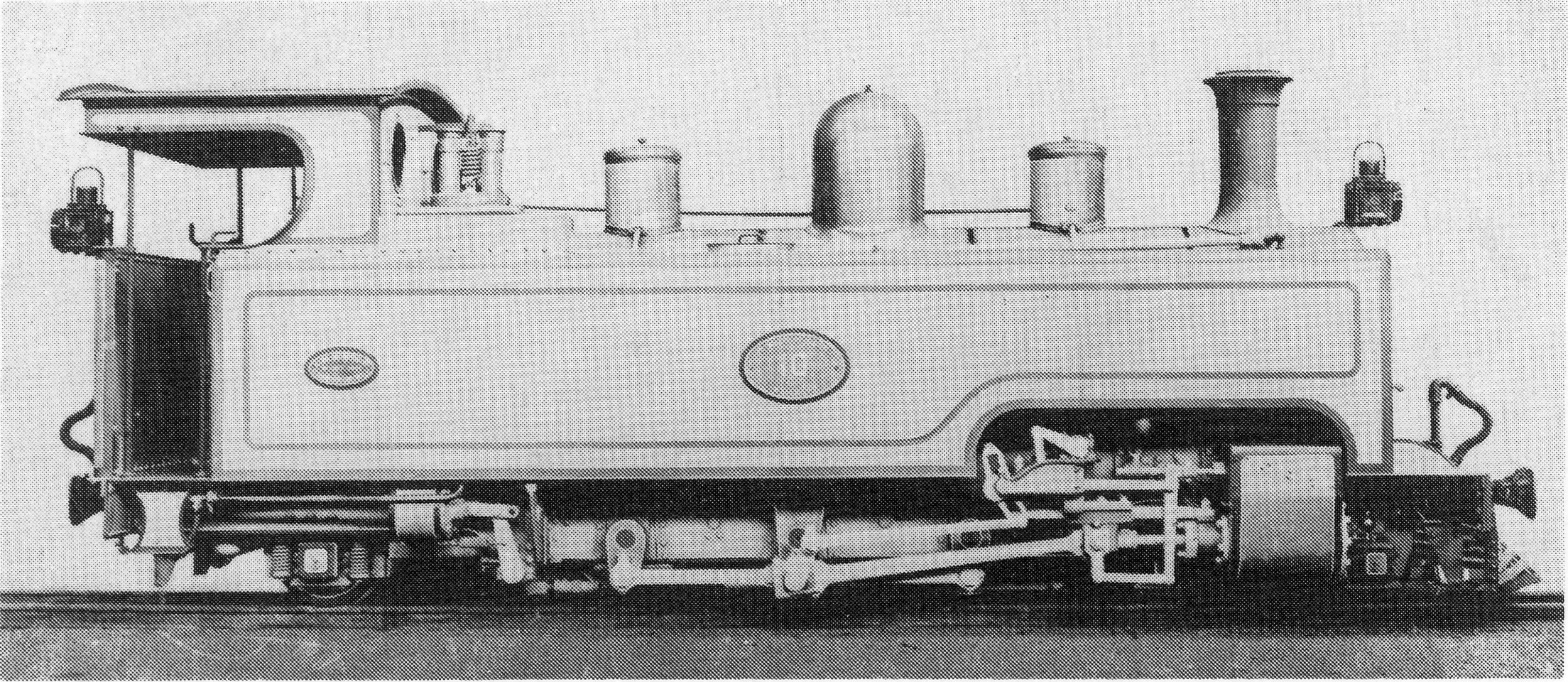
SAR Baureihe NG4 Nummer 10 (um 1911)

Betreiber der Bahn war von Beginn an die Staatsbahn SAR (South African Railways), in die nach der Gründung der Südafrikanischen Union 1910 alle südafrikanischen Bahngesellschaften, so auch die Natal Government Railways, eingegliedert wurden. Die Bauern konnten jetzt auf ein zuverlässiges Transportmittel zurückgreifen. Befördert wurden Bauholz, Akazienrinde für Gerbereien sowie unterschiedliche landwirtschaftliche Produkte, vor allem Bananen.
Nach dem Zweiten Weltkrieg legten die Bauern südlich des Umzimkulu große Zuckerrohrplantagen an. Damit wurde Zuckerrohr ein zusätzliches bedeutendes Frachtgut der Bahn. In diese Zeit fiel auch eine starke Zunahme der transportierten Menge Nutzholz. Abnehmer waren neu entstandene Papiermühlen an der Küste. Der Güterverkehr hatte seinen Höhepunkt erreicht.
Anfang der 1980er Jahre existierte ein gut ausgebautes Straßennetz, zahlreiche Waren wurden nun per LKW befördert. Personenverkehr fand – mit Ausnahme des Banana Express, einem touristischen Angebot – nicht mehr statt. In die Bahninfrastruktur wurde kaum mehr investiert. Die Schmalspurbahn in die Berge nach Harding wurde zunehmend unzuverlässig und unwirtschaftlich. Am 31. Oktober 1986 wurde die Strecke nach Harding schließlich stillgelegt – das Ende schien gekommen.

### Personenverkehr
Neben der Personenbeförderung nach Harding, die meist als ‚mixed train’, also in Form eines kombinierten Güter- und Personenzuges realisiert wurde, war Izotsha ein wichtiger Bahnhof, lag er doch an einer nach Süden führenden Hauptverbindungsstraße. Da durchgehende Küstenstraßen fehlten, kamen viele Urlauber per Bahn nach Port Shepstone, wechselten dort auf die Schmalspurbahn, um schließlich in Izotsha in den Bus umzusteigen, der sie dann nach Margate oder Port Edward brachte.

### Lokomotiven

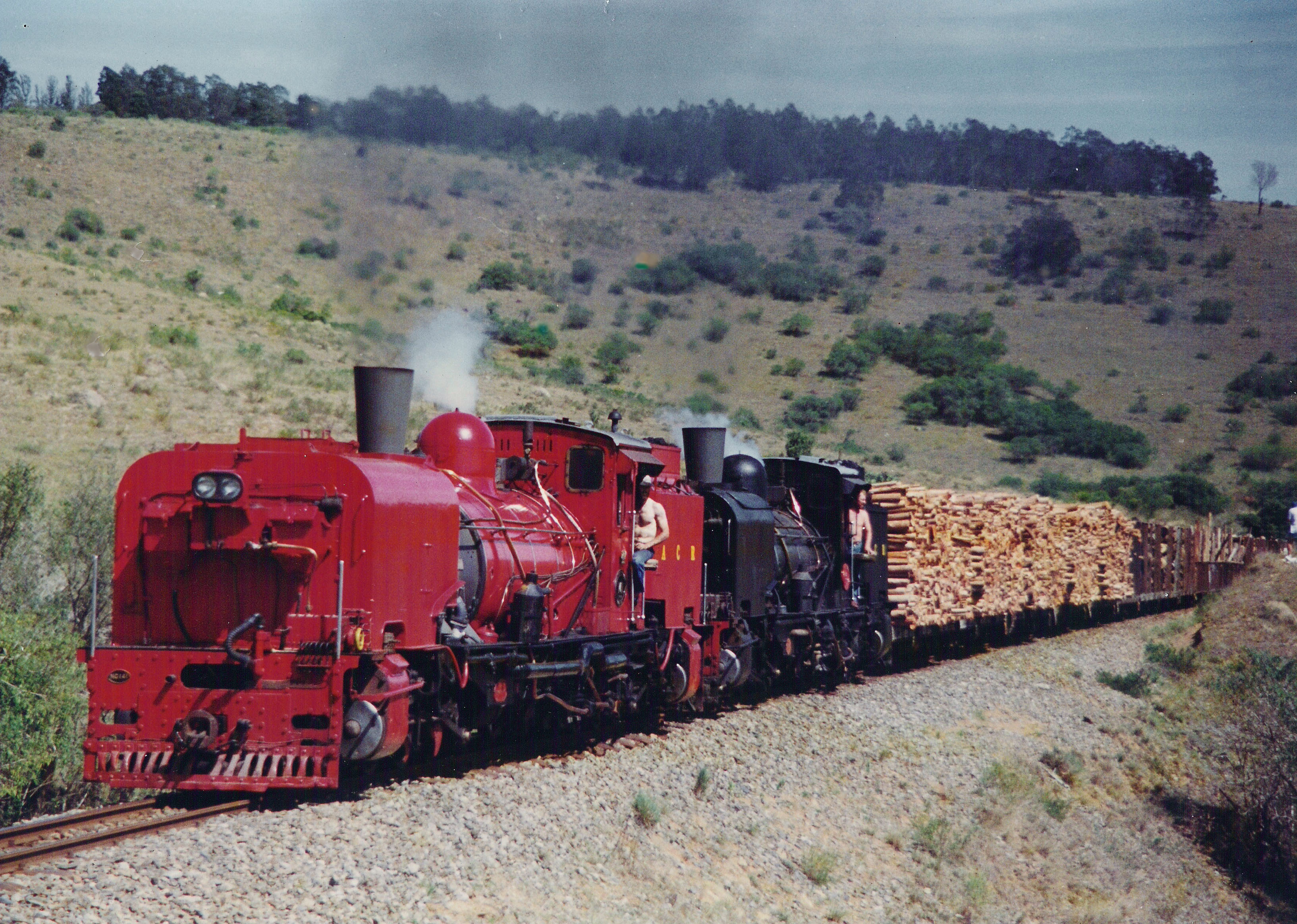
Holzzug 1992

Zum Einsatz kamen in den Anfangsjahren sieben kleine Tenderlokomotiven der Baureihe NG4 mit der Achsfolge 2'C1', gebaut von der Lokomotivfabrik Kerr Stuart in Großbritannien, geliefert 1911 und 1913. Die Züge wurden meist von zwei Lokomotiven gezogen. Bereits ab Mai 1920 kamen wesentlich stärkere Lokomotiven der Baureihe NGG11 vom Typ Garratt zum Einsatz. Diese Loks bewährten sich mehrere Jahrzehnte auf der Strecke.
In den 1970er Jahren wurde die Schmalspurbahn von Port Elizabeth nach Avontuur verdieselt. Die dort bisher stationierten Garratts der Baureihen NGG13 und NGG16 wurden daraufhin nach Port Shepstone überstellt und ersetzten hier die älteren Lokomotiven.

## Die neue Alfred County Railway

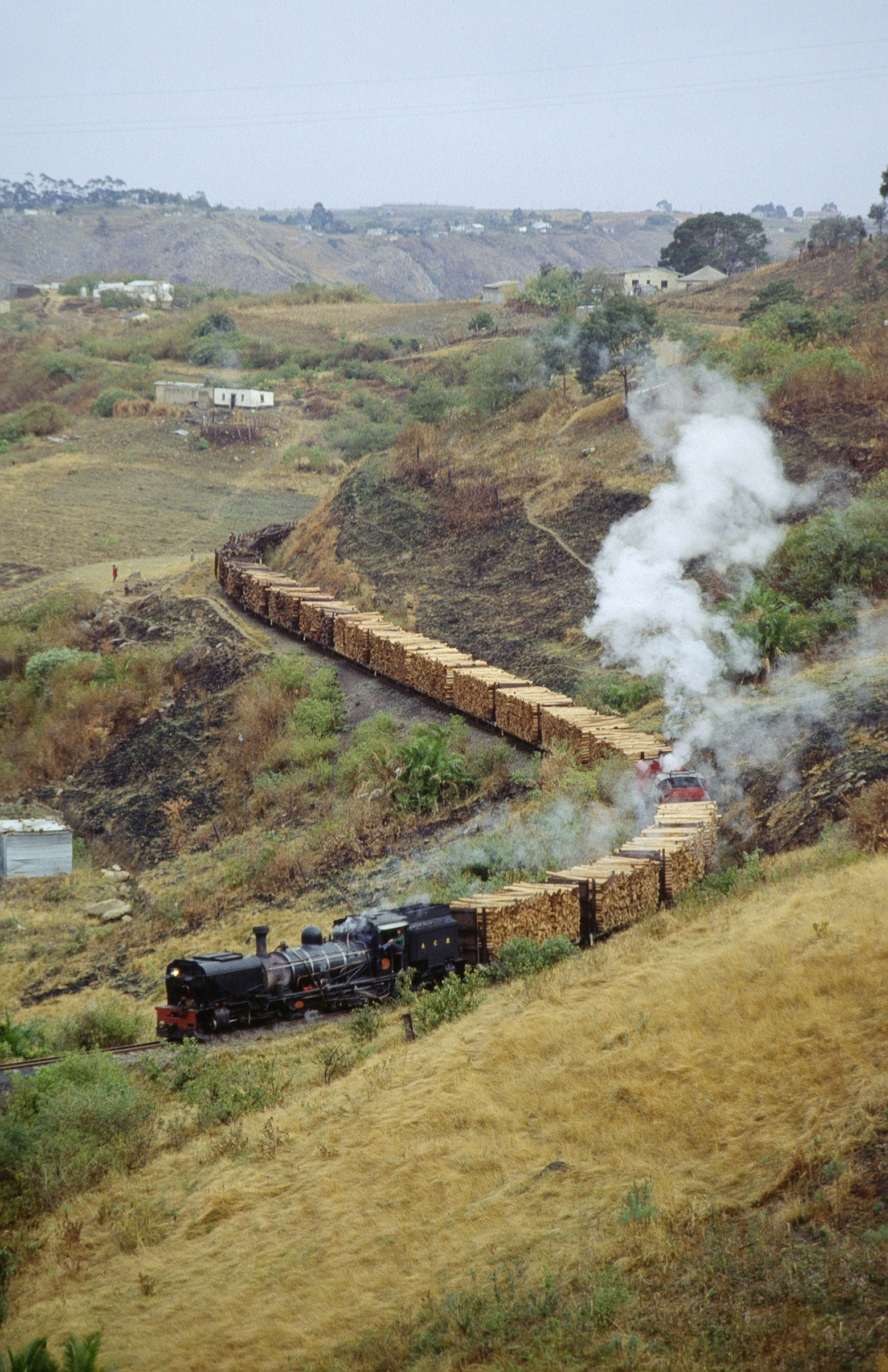
Güterzug der ACR mit Zuglok und Zwischenlok bei Bomela (1991)

Noch im Jahr 1986 wurde in Harding das Alfred County Railway Committee gegründet, mit dem Ziel, die Bahn zu erhalten. Federführend waren dabei Alan A. Jorgensen, Berufsfotograf, Künstler und Kämpfer für den Schienentransport, und Charlie P. Lewis, Oberingenieur bei SATS (South African Transport Services), beide zugleich Eisenbahnenthusiasten. Zahlreiche Verhandlungen mit der Regierung folgten mit dem Ziel, die erste privatisierte öffentliche Bahnlinie Südafrikas ins Leben zu rufen. Die Vorschläge wurden von lokaler ebenso wie von staatlicher Seite mit Wohlwollen aufgenommen. Schließlich wurde die Port Shepstone & Alfred County Railway Company Limited, kurz ACR gegründet. Der Konzessionsvertrag wurde am 3. Dezember 1987 unterzeichnet. Bereits einen Tag später befuhr erstmals wieder der Banana Express die Teilstrecke bis Izotcha. Bei der Eröffnungsfeier für die Gesamtstrecke bis Harding im Juli 1988 war selbst der Verkehrsminister anwesend.
In den ersten sechs Monaten beförderte der Banana Express 20.000 Fahrgäste. Der Güterverkehr kam wieder ins Rollen. Hauptfrachtgüter waren Bau- und Nutzholz aus Harding und Produkte wie Dünger und Zement, die landeinwärts gingen. Neu war der Ersatz von Güterwagen mit starren Seitenwänden durch Wagen, auf denen das Nutzholz quer zur Fahrtrichtung verladen werden konnte, was einen wesentlich schnelleren Güterumschlag ermöglichte. Auch 20-Fuß-Standard-Container konnten jetzt transportiert werden. Eine große Innovation war die Modernisierung der 60 Jahre alten NGG16-Garratts zur Verringerung der Betriebskosten. Zwei Dampflokomotiven wurden vom ACR-Ingenieur Phil Girdlestone auf das System GPCS des argentinischen Ingenieurs Porta umgebaut, was zu einer erheblichen Brennstoff- und Wasserersparnis führte. Diesellokomotiven für Rangierarbeiten in Port Shepstone wurden angeschafft.
Anfang der 1990er Jahre florierte der Güter- und Touristenverkehr auf der Bahn. Die Dampflokomotiven der Baureihen NGG16 und NGG16A stemmten das komplette Verkehrsaufkommen. 1992 wurde ein Vertrag mit Spoornet (Nachfolger von SATS) geschlossen, aufgrund dessen fortan die Holzzüge durch geliehene Diesellokomotiven der Baureihe 91 befördert wurden. Ab 1994 wurden die Schmalspurwagen mit ihrer Holzfracht huckepack auf Kapspurwagen verladen und so bis zu den Papierfabriken in Umkomaas befördert, was eine weitere Kostensenkung zur Folge hatte.

### Das Ende der Bahn
1988 erhielt ACR einen schweren Schlag, als die Regierung größere und schwerere Lastwagen auf den Straßen des Landes zuließ und später die Achslastvorschriften lockerte. Dies verschaffte dem Straßengüterverkehr einen Produktivitätsschub von 30 % und führte dazu, dass die Eisenbahngesellschaft immer mehr Stückgut verlor.
Durch Dumpingpreise der Straßenkonkurrenz konnte die ACR schließlich nicht mehr konkurrieren. 2001 wurde der Haupttransportvertrag nicht verlängert. Der Holztransport wechselte von der Schiene auf die Straße. Das Problem der Bahn war, dass sie für den Erhalt ihrer Strecke komplett selbst aufkommen musste. Dem LKW-Verkehr stand die sehr gut ausgebaute Überlandstraße N2 zur Verfügung, er war über die Steuer nur zu 15 % am Straßenunterhalt beteiligt.
So blieb nur noch der erfolgreiche Touristenverkehr nach Izochta und Paddock mit dem Banana Express, der durch die Gemeinden entlang der Hibiscus Coast starken Rückhalt erfuhr. 2004 führte Spoornet, nach wie vor Besitzer von Strecke und Diesellokomotiven, die Alfred County Railway in die Liquidation.
Nach Ende des Betriebs durch die ACR wurde der Patons Country Narrow Gauge Railway (PCNGR) eine temporäre Erlaubnis eingeräumt, den Banana Express weiter zu betreiben. Der PCNGR standen dafür drei Dampflokomotiven zur Verfügung. Trotz des Erfolges des Banana Express und Vorschlägen der neuen Bahngesellschaft, die gesamte Strecke bis Harding wieder zu eröffnen, beendete Transnet den Betrieb am 20. April 2006 mit der Begründung, es gäbe keinen Mietvertrag mit PCNGR. Weitere Bemühungen, die Bahn wieder in Betrieb zu nehmen, scheiterten.
Am 18. Juni 2008 traf eine schwere Sturmflut die Hibiscus Coast. Mehrere Streckenteile und Eisenbahnbrücken wurden dabei schwer beschädigt.